# Меди, Сергей Николаевич
 Сергей Николаевич Меди (1881—1944) — российский генерал-майор (1920), участник Первой мировой войны.

## Биография
В 1899 году окончил Кишинёвскую гимназию. С 1901 года вольноопределяющийся Пултусского 183-го пехотного полка. Участник Русско-японской войны в составе 2-го Восточно-Сибирского стрелкового полка. В 1904 году награждён за храбрость Знаком Отличия Военного ордена 4-й степени за № 104612:
за мужество и храбрость, оказанные им в боях под Ляояном 13-15 августа 1904 года
В 1905 году награждён за храбрость Знаком Отличия Военного ордена 4-й степени за № 122966:
за выказанное отличие мужество и храбрость, за время боёв 12-16 января 1905 года
В 1905 году награждён за храбрость Знаком Отличия Военного ордена 3-й степени за № 20122:
за мужество и храбрость, оказанные им в боях с японцами в январе 1905 года
За боевые отличия произведён в прапорщики. В конце 1905 года за храбрость пожалован орденом Святой Анны 4-й степени «За храбрость».
В 1906 году выдержал офицерский экзамен в Одесском военном училище, произведён в подпоручики. С этого же года в запасе.
С 1906 по 1914 годы был директором-распорядителем мукомольного товарищества «Меди и К» в Никольск-Уссурийске и членом учётного комитета Никольск-Уссурийского банка взаимного кредита.
Участник Первой мировой войны с 1914 года, в составе 2-го Сибирского стрелкового полка. Командовал ротой, батальоном, был дважды ранен и контужен.
31 июля 1917 года за храбрость был награждён Георгиевским оружием:
за то, что,  будуче в чине подпоручика, в боях с 10 по 15 августа 1916 г. у д. Тоболы, на р. Стоходе, командуя батальоном и находясь всё время в передовой линии, под губительным артиллерийским, ружейным и пулемётным огнём, обороняя важный боевой участок, отбил все повторные и настойчивые атаки превосходных сил противника
С началом Гражданской войны был командиром антибольшевистского отряда «Защита Родины и Учредительного собрания». Влился со своим отрядом в Особый Маньчжурский отряд атамана Григория Семёнова.
В 1919 году произведён в полковники, с назначением начальником военных сообщений Читинского военного округа. С 1920 года был произведён в генерал-майоры с назначением начальником военных сообщений войск Дальнего Востока, Иркутского военного округа и Вооружённых сил Российской Восточной окраины.
С 1920 года эмигрировал в Китай, был управляющим собственного лесопильного завода. В 1930 — 1940 годы служил в з-м отделе Главной японской военной миссии в Харбине. Был специалистом по угольной, лесной и мукомольной промышленности.
Умер 16 февраля 1944 года в Маньчжоу-Го.

## Награды
- ЗОВО 4-й степени № 104612 (1904 год);
- ЗОВО 4-й степени № 122966 (1905 год);
- ЗОВО 3-й степени № 20122 (1905 год);
- Орден Святой Анны 4-й степени «За храбрость» (1905 год);
- Орден Святого Станислава 3-й степени с мечами и бантом(1905 год);
- Орден Святой Анны 3-й степени с мечами и бантом (1906 год);
- Орден Святого Станислава 2-й степени с мечами (1915 год);
- Орден Святой Анны 2-й степени с мечами (1916 год);
- Георгиевское оружие (ПАФ 31.7.1917 года);